# Barrio de Guadalupe

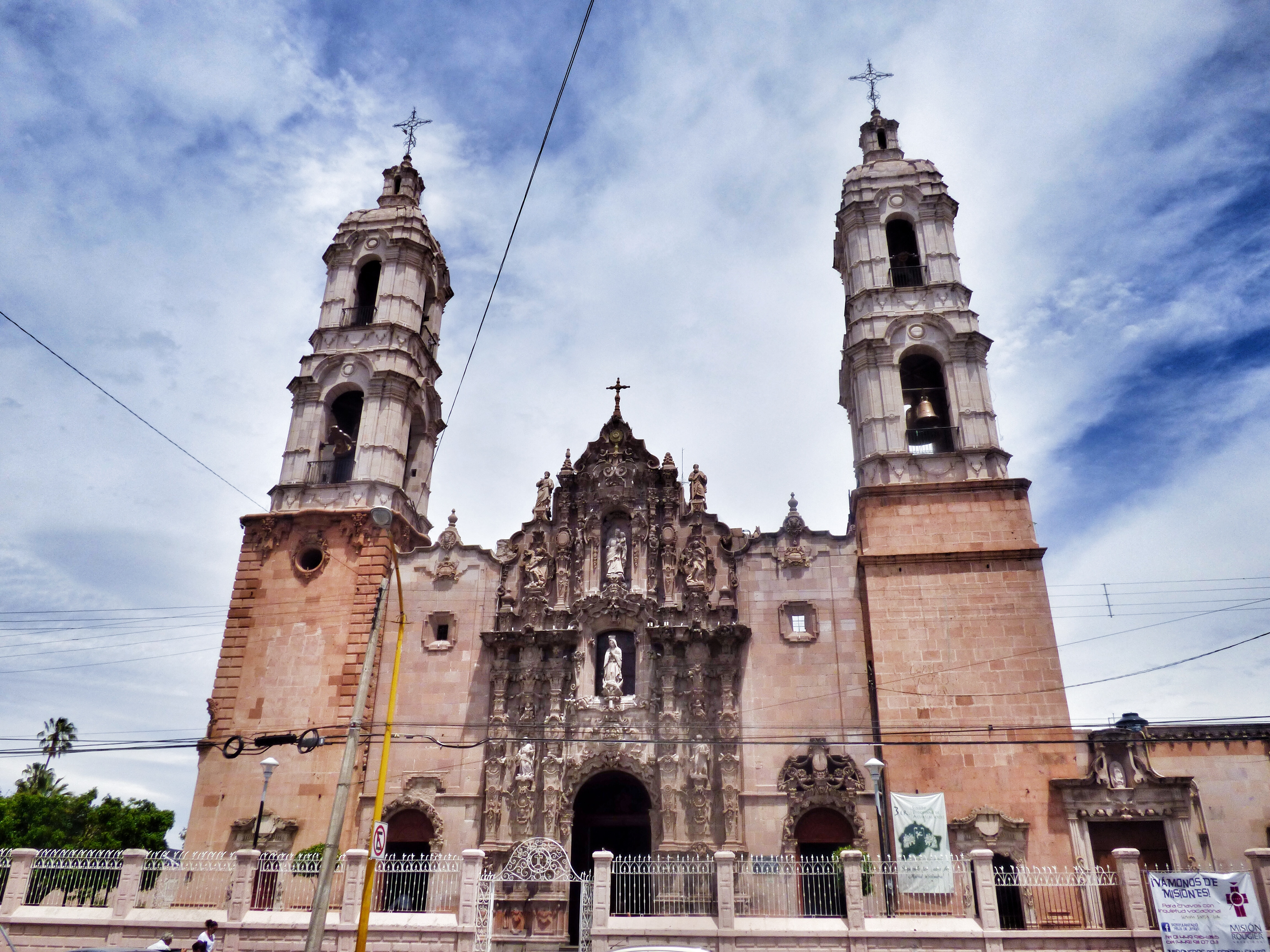
Templo del Santuario de Nuestra Señora de Guadalupe.

El Barrio de Guadalupe es uno de los barrios fundacionales de la ciudad de Aguascalientes. Comprende la zona norte y norponiente del centro histórico, se erigió alrededor de la parroquia de Guadalupe. Es el foco de celebración del Día de Muertos y el Festival de las Calaveras, debido a que alberga los antiguos panteones de la ciudad.

## Orígenes
El barrio de Guadalupe comenzó a conformarse durante la segunda mitad del siglo XVIII, gracias a la actividad comercial que tenía lugar en el camino de la villa de Aguascalientes con rumbo a poblaciones como Zacatecas y Jalpa. A partir de ello, surgieron bodegas, tiendas, mesones y comedores que poco a poco dieron forma a lo que sería la vida del barrio. Sin embargo, su importancia fue reforzada por la construcción del templo, que inició en 1767 y se terminó en 1789.

## Desarrollo y auge
A principios del siglo XX el barrio había crecido hacia el sur hasta colindar con el barrio de San Marcos, y hacia el norte y noroeste alcanzando el arroyo de Los Arellanos. En lo concerniente a los que habían sido mesones se transformaron en vecindades habitadas por obreros y trabajadores que laboraban en los obrajes y talleres.
El crecimiento del barrio se aceleró a finales del siglo XIX, y fue impulsado en buena medida por el establecimiento de la Fundición Central Mexicana.

## Templo de Guadalupe

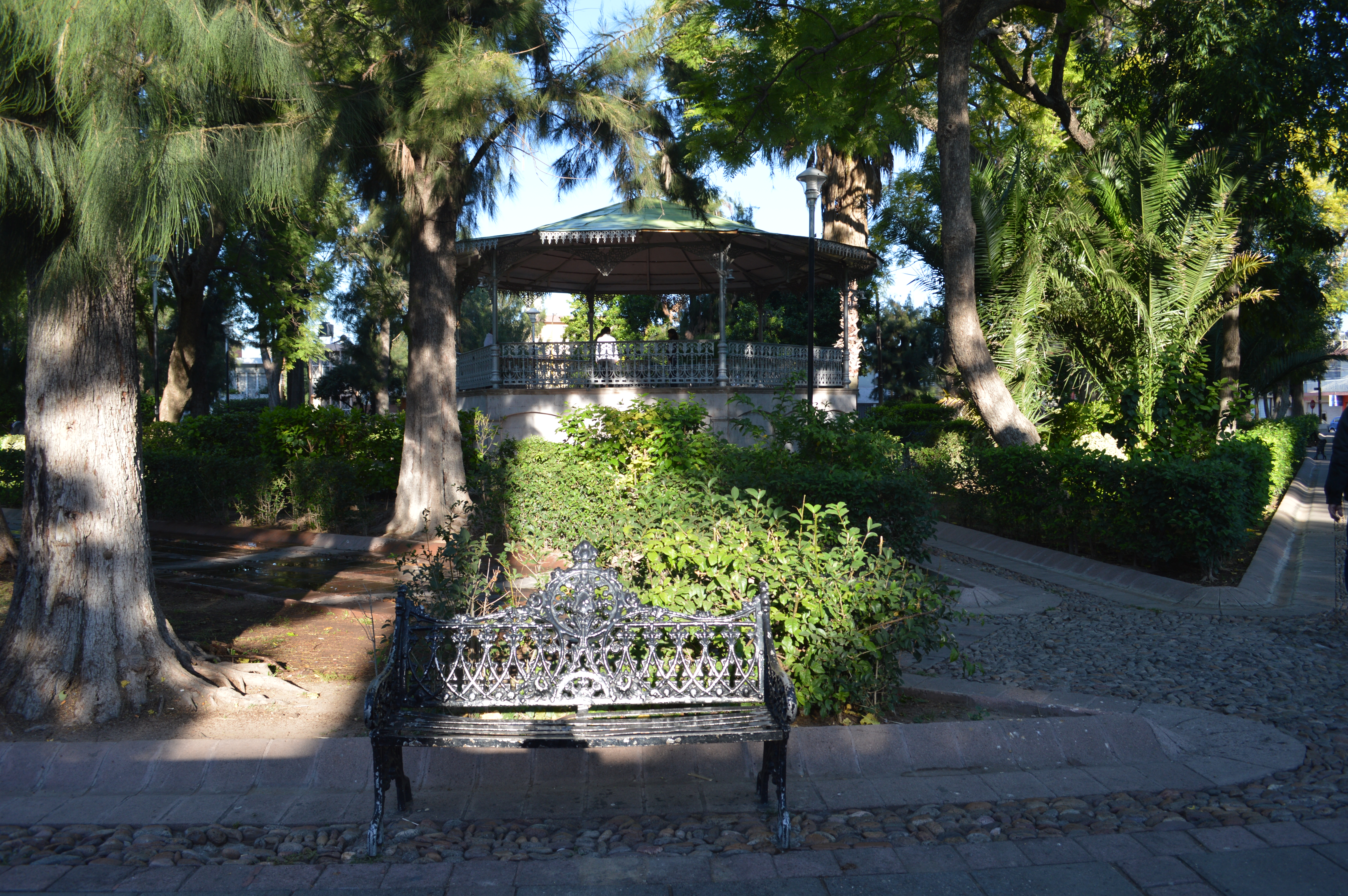
Jardín de Guadalupe.

La parroquia de Guadalupe es el principal centro religioso del Barrio y fue comenzado en 1767, concluyéndose la primera etapa del mismo en 1789, poco después de la determinación del Cabildo. El templo se construyó en un predio cedido por un hombre de apellido Sedillo y con donaciones hechas por el presbítero José Javier Tello de Lomas y el licenciado Francisco Flores Robles. El 26 de julio de 1931 fue erigida en parroquia.
La fachada es de un barroco exuberante, característico del Bajío consagrado por su filigrana en piedra. Las torres fueron realizadas por el arquitecto empírico Refugio Reyes Rivas 1973. La cúpula está recubierta en su exterior con azulejo de Talavera, también llamado de pañuelo.
El interior del templo posee una decoración recargada, destacando el púlpito realizado en Tecali, piedra volcánica parecida al mármol y las cuatro pinturas de las pechinas con las cuatro apariciones de la Virgen. El cuadro de la Virgen fue realizado por José de Alcíbar en la segunda mitad del siglo XVIII. En lo concerniente a la capilla del Santísimo, ésta es de estilo neogótico.

## Jardín de Guadalupe

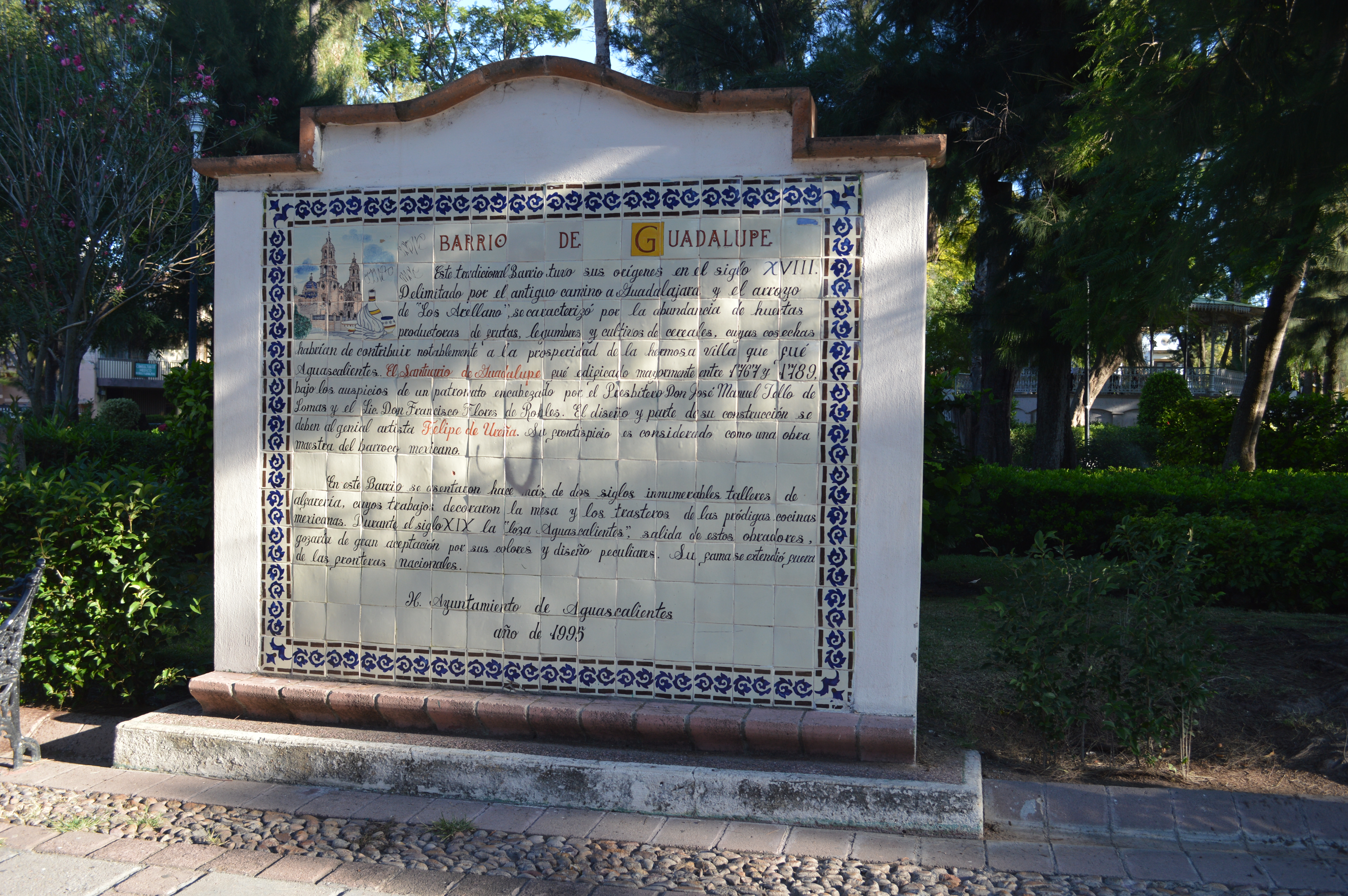
Jardín de Guadalupe, junto a la Parroquia de Guadalupe

Junto a lo que en antaño fueron tierras de sembradío, junto al templo de Guadalupe se instaló un cementerio en 1853, y una plaza en torno a la cual surgieron talleres de curtiduría, alfarería y adoberas, lo cual contribuyó a la consolidación del vecindario.
Hacia 1877, y tras una epidemia de tifo, se dejó de emplear como panteón y se le dio el uso de jardín. Éste llevó el nombre de Porfirio Díaz por mucho tiempo aunque popularmente se le conoció como el Jardín de Guadalupe, como hasta la fecha. Otra de las razones por las cuales se reconoce la creación del jardín fue por petición de los habitantes del barrio, solicitando la adjudicación de terrenos para dedicarlos a la  siembra o al establecimiento de casas de hospedaje y comercios. 
En lo que respecta a su estructura, al centro del jardín se dispuso un quiosco de planta octagonal, construido a base de herrería. Actualmente posee, además del quiosco, una explanada con fresnos y álamos.
Durante el siglo XIX, el Panteón de Guadalupe fue el principal de Aguascalientes, pero tuvo que ser clausurado en 1875, dando paso al Panteón de los Ángeles.

## Panteón de los Ángeles y Panteón de la Cruz

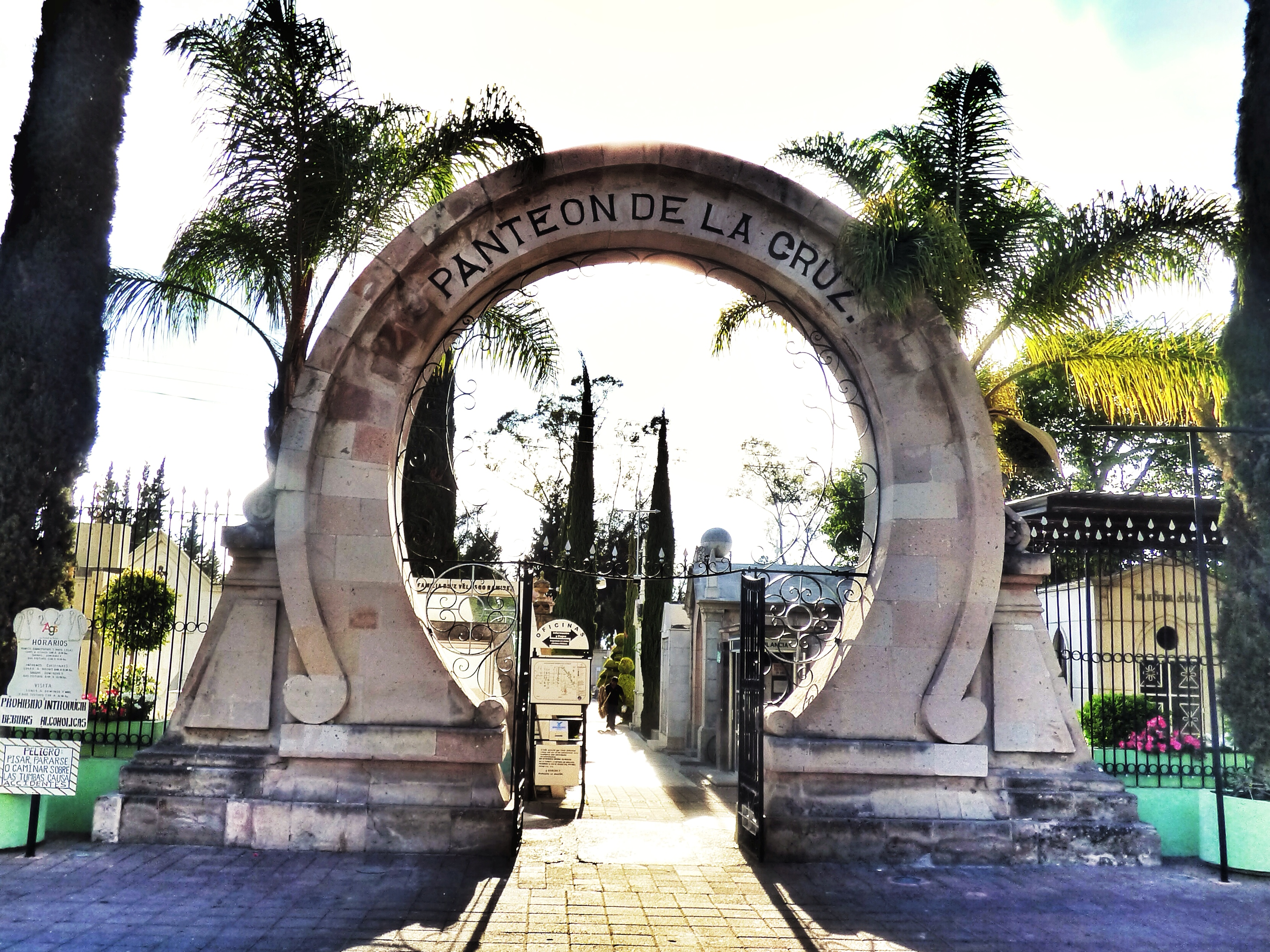
Fachada de Panteón de la Cruz

Las autoridades civiles de Aguascalientes se hicieron cargo de los cementerios a partir de la apertura del panteón de los Ángeles el 30 de noviembre de 1875 en el Barrio de Guadalupe, y la expansión del mismo, con el anexo del Panteón de la Cruz el 1 de julio de 1903. El Panteón de la Cruz es considerado uno de los panteones municipales más importantes del estado, fue diseñado por el ingeniero Tomás Medina Ugarte y comenzó sus funciones en 1903.
Hasta 1950 los cortejos funerarios eran realizados en los domicilios de los difuntos, colocándolo en el espacio principal de la casa y siendo rodeado de cuatro cirios y un platito de cebolla debajo del ataúd; de modo que esto ha sido sustituido por las salas de velación.
En este panteón yacen los restos de personajes célebres como es el caso de Refugio Reyes Rivas,  los gobernadores Edmundo Gámez Orozco, Don Manuel Carpio, entre otros; destaca también el mausoleo de los veteranos de la revolución, construido en marzo de 1984, el cual cuenta con una inscripción al frente que dice: "Un millón de Vidas y mucha sangre costó la patria que hoy tenemos", contando en su fachada con los rostros de Villa, Zapata, Carranza y Madero.

## Templo del Señor de los Rayos

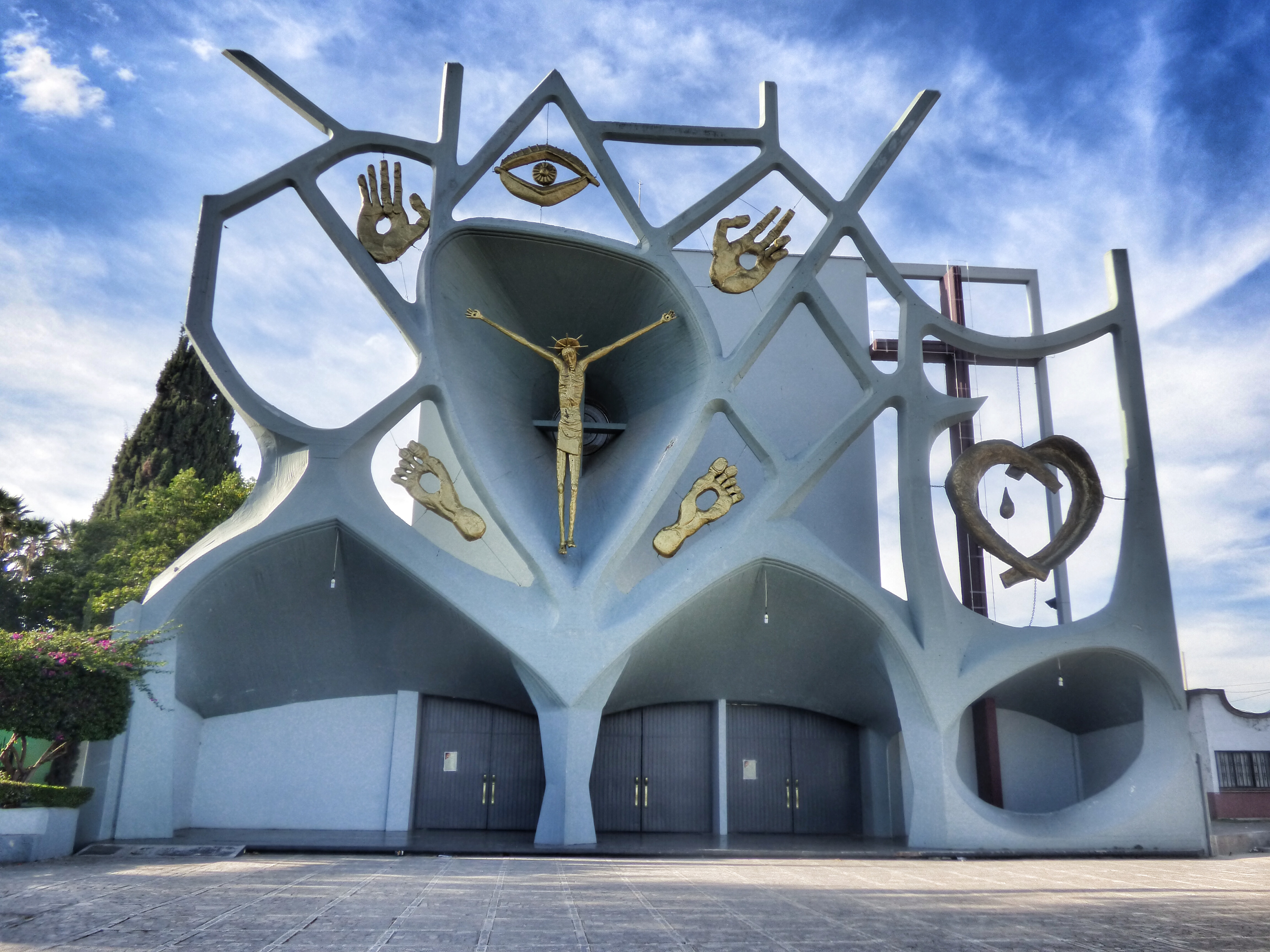
Templo del Señor de los Rayos, Aguascalientes, Ags.

Es un templo católico ubicado en el Barrio de Guadalupe, junto al Panteón de la Cruz. Fue edificado entre 1956 y 1957 para albergar al Señor de los Rayos que es venerado en Temastián, Jalisco, lugar donde se encuentra su santuario. Uno de los atractivos de este templo, es el estilo modernista con el que fue diseñado:

La composición arquitectónica de la fachada contiene un gran simbolismo y es rica en valores espirituales. El soporte central se bifurca y forma una gran “V” que representa la victoria de Cristo en el amor y en la paz; en el centro aparece la imagen del Crucificado, en torno a El, la triple función del Sacerdocio: el ojo vigilante del Pastor, las manos oferentes y heridas, y los pies igualmente inmolados; a la derecha aparece estilizada la cruz, instrumento de la redención en cuyo centro aparece un sangrante corazón. Todo el conjunto está rematado por una corona de espinas.

## Personas destacadas
- Jesús F. Contreras